# Đại Huệ (dãy núi)
Đại Huệ là tên một trong hai dãy núi bao quanh huyện Nam Đàn, tỉnh Nghệ An. 

## Thông tin chính
Dãy núi còn có tên là Phong Vân Sơn bắt đầu từ huyện Thanh Chương, chạy dọc phía bắc và đông của huyện Nam Đàn, kéo dài tới huyện Hưng Nguyên, với chiều dài khoảng 30 km, chiều rộng 5 km. Trong dãy có những đỉnh cao khoảng 350 m.